# Zmuttgletsjer
De Zmuttgletsjer (Duits: Zmuttgletscher) is een 6 km lange gletsjer (2005) in de Walliser Alpen in het kanton Wallis, Zwitserland. In 1973 had de gletsjer een oppervlakte van 16.89 km².

evolutie van de Zmuttgletsjer. In dik groen: gecumuleerd lengteverschil. In dun rood: jaarlijkse groei in meters

Albignagletsjer · Aletschgletsjer · Allalingletsjer · Corbassièregletsjer · Feegletsjer · Ferpèclegletsjer · Fieschergletsjer · Findelgletsjer · Gauligletsjer · Gornergletsjer · Hoge Grindelwaldgletsjer · Hüfigletsjer · Kanderfirn · Lage Grindelwaldgletsjer · Langgletsjer · Limmernfirn · Mont-Miné-Gletsjer · Morteratschgletsjer · Oberaletschgletsjer · Otemmagletsjer · Paradiesgletsjer · Plaine Morte-gletsjer · Rhônegletsjer · Saleinagletsjer · Triftgletsjer · Unteraargletsjer · Zinalgletsjer · Zmuttgletsjer